# Niedźwiedź, Warmińsko-Mazurskie
Niedźwiedź [ˈɲɛd͡ʑvʲɛt͡ɕ] (tiếng Đức: Bärenbruch) là một ngôi làng thuộc khu hành chính của Gmina Barczewo, tthuộc huyện Olsztyński, Warmińsko-Mazurskie, ở miền bắc Ba Lan. Nó nằm khoảng 10 kilômét (6 mi) về phía đông của Barczewo và 23 km (14 mi) về phía đông của thủ đô khu vực Olsztyn.
Trước năm 1772, khu vực này là một phần của Vương quốc Ba Lan, 1772-1945 Phổ và Đức (Đông Phổ).
Ngôi làng có dân số 140 người.